# Bopparder Schleifenblume
Die Bopparder Schleifenblume (Iberis linifolia subsp. boppardensis) ist eine Unterart der Mittleren Schleifenblume (Iberis linifolia) innerhalb der Familie der Kreuzblütengewächse (Brassicaceae). Sie ist eine der wenigen endemischen Pflanzen in Rheinland-Pfalz im südwestlichen Deutschland. Ihr Vorkommen ist auf das Gebiet des Bopparder Hamm beschränkt, einem berühmten Weinanbau-Gebiet.

## Merkmale
Die Bopparder Schleifenblume wird zwischen 30 und 60 Zentimeter hoch. Sie ähnelt im Habitus Iberis umbellata, doch einige ihrer Blätter weisen beiderseits ein bis zwei Zähnchen auf. Die Kronblätter sind hellrosarot bis verblassend weiß. Der Fruchtstand ist zunächst kurz traubig und verlängert sich während der Reife. Die Schötchen sind zwischen sechs und acht Millimeter lang, verkehrt eiförmig bis rundlich und am Grunde ungeflügelt. Der Griffel ist ein bis 1,5 Millimeter lang und steht selten hervor.
Sie hat die Chromosomenzahl 2n = 22.

## Systematik
Als Iberis boppardensis erfolgte die Erstbeschreibung durch Jordan im Jahr 1847. 1981 wurde sie als Unterart zu Iberis intermedia gestellt. Wegen der nur geringfügigen Unterschiede zur Nominatform von Iberis linifolia wird sie seit 1998 als deren Unterart eingestuft.

## Vorkommen
Die Bopparder Schleifenblume besitzt ihr einziges Vorkommen auf steinschuttreichen Standorten bei Boppard am Rhein. Dort, in einem weiten Rheinbogen gelegen, herrscht in den südexponierten Weinbergen ein xerothermes Lokalklima; der Hunsrück schirmt feucht-kühle Westwinde ab und die Schieferböden reflektieren die Sonnenstrahlen. Sie gedeiht dort im Rumicetum scutati aus dem Verband Stipion calamagrostidis.

Aufgrund der ausschließlich auf den Bopparder Raum beschränkten Verbreitung der Bopparder Schleifenblume kommt der Region eine besondere Verantwortung für den Schutz dieser Art zu. Die Unterart ist an ihren wenigen Wuchsplätzen auf Schieferschutt an Steilhängen des Rheins unterhalb von Boppard durch Verbuschung stark gefährdet. Auf steinigen Weinbergbrachen rheinabwärts von Boppard gibt es ein weiteres Vorkommen der Bopparder Schleifenblume, wo die Pflanze weniger stark bedroht erscheint. Sie ist in die Kategorie 2 der Roten Liste aufgenommen.

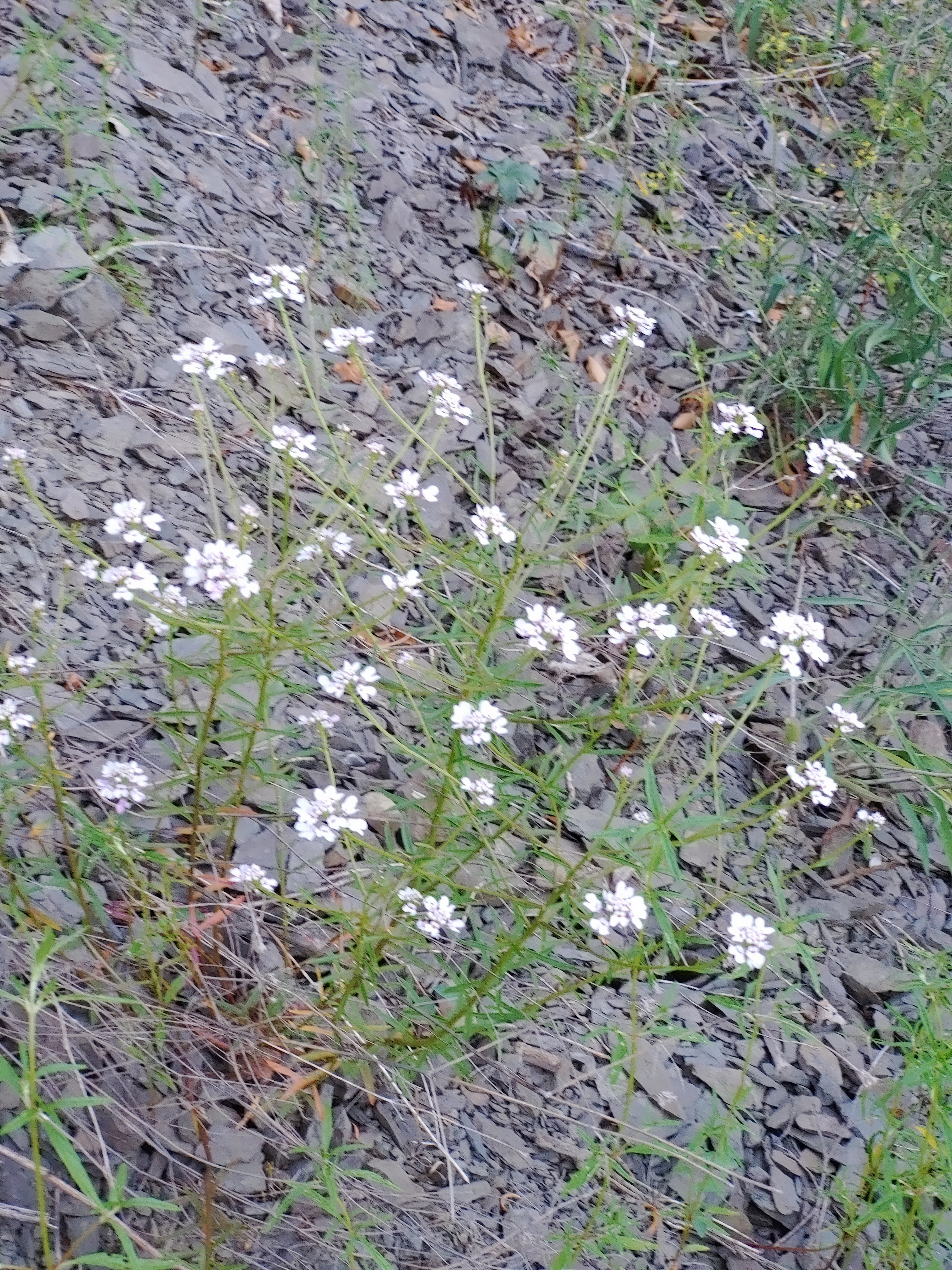
Im Schieferhang des Bopparder Hamms
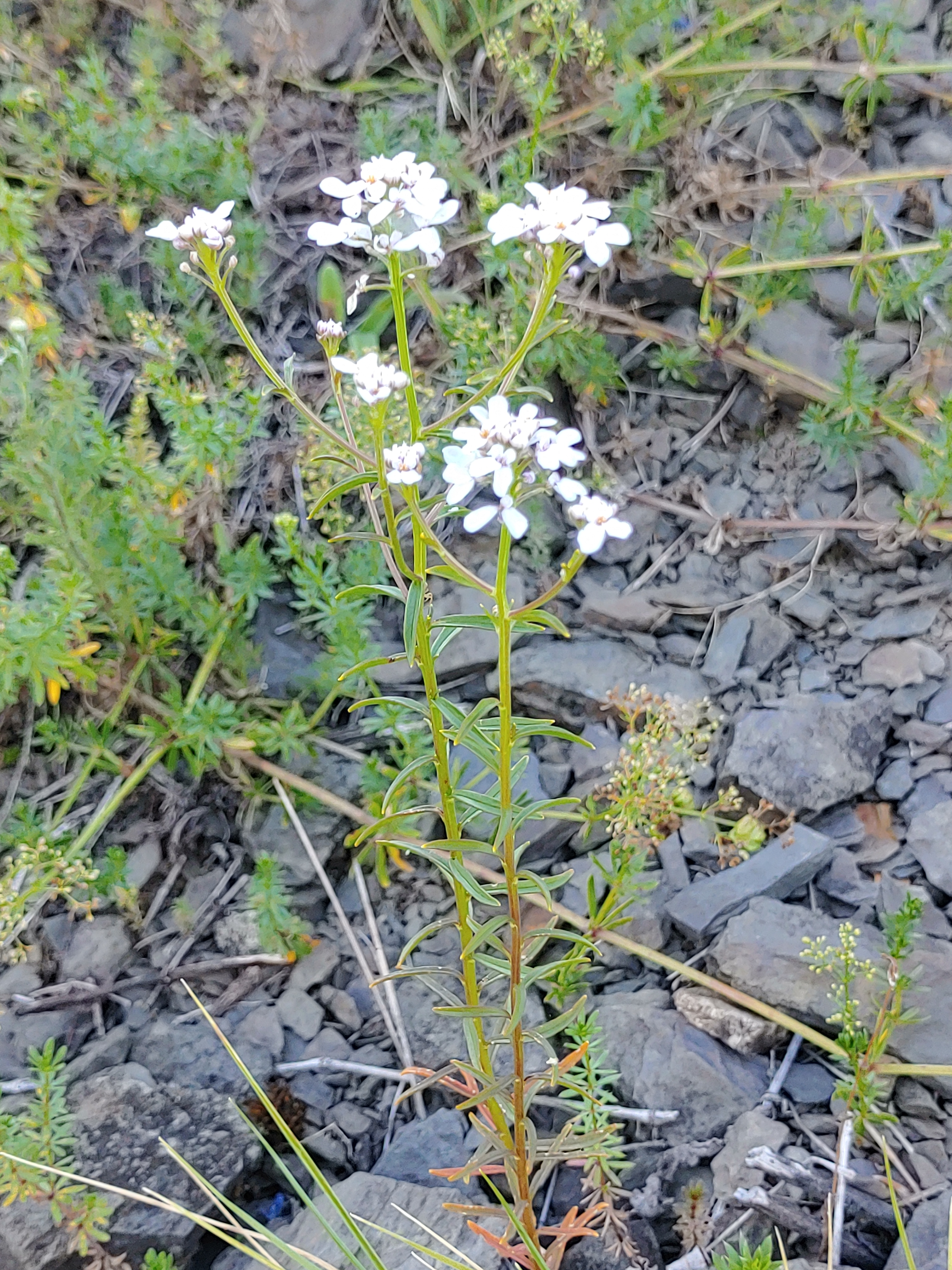
Habitus
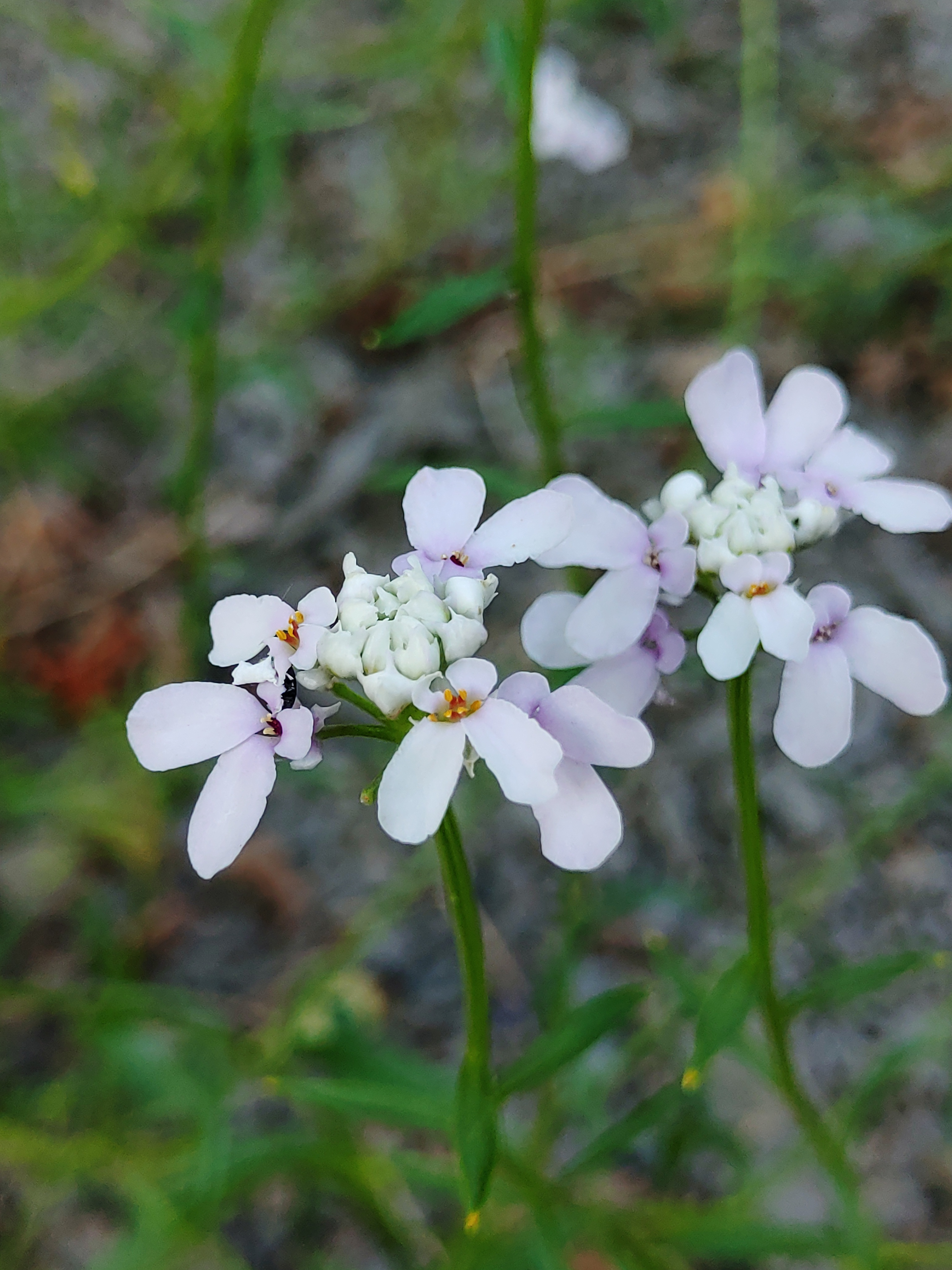
Blütenstand